# ヌルディン・アブドゥラ
ヌルディン・アブドゥラ（Nurdin Abdullah、1963年2月7日 - ）は、インドネシアの政治家、実業家、林学者。ハサヌディン大学教授などを経て、南スラウェシ州知事を務めた。

## 人物・経歴
南スラウェシ州パレパレ出身。ハサヌディン大学卒業後、国費留学生として1989年から九州大学に留学し林業工学を学んだ。農学修士取得後、1994年九州大学大学院修了、博士（農学）。妻と長男も九州大学で学んだ知日派。留学後、南スラウェシ州に戻り、日本人投資家の支援を受けて日本向け仏壇製造会社を設立。ハサヌディン大学教授、マルキ・インターナショナル・インドネシア社長等を経て、2005年南スラウェシ州インドネシア元日本留学生協会第3代会長。2008年にバンタエン県知事に当選し、全国県知事協会事務局長も務めた。2018年日本国外務大臣表彰受賞。同年から南スラウェシ州知事を務めたが、2021年に汚職撲滅委員会により収賄罪で逮捕され、マカッサルの汚職裁判所で禁錮5年の判決が言い渡された。